# Tomato Torrent
Tomato Torrent ou simplesmente Tomato é um cliente livre de BitTorrent em código aberto para Mac OS X. O programa foi desenvolvido por Sarwat Khan com base no BitTorrent (o cliente original de torrents de Bram Cohen).
Fornece suporte para o Mac OS X v10.5, bem como o Tiger. Para usuários de versões anteriores do sistema operacional da Apple (10.2 e 10.3) deve-se baixar a versão beta 1.5b1, a versão final atualmente só é disponibilizada para Mac OS X v10.4 ou Mac OS X v10.5.
Na página oficial é possível também baixar o código-fonte do programa. Roda nativamente no Mac OS X sob o Cocoa, a interface gráfica do Mac.
O Tomato Torrent foi baseado no cliente BitTorrent 4.2. Até o momento não há uma versão traduzida para o o Português.

## Alguns recursos
- Binário universal (funciona tanto em micros equipados com processadores PowerPC da IBM quanto Intel)
- Interface de usuário para iniciar um tracker torrent no seu Mac
- Grande parte das opções de BitTorrent são personalizáveis.
- Suporta AppleScript.
- Construído sobre o BitTorrent 4.2
- Relembre transferências recentes e onde você os salvou no disco.
- Recurso de auto-parar (auto-stop) torrents quando eles semearem (seeds) uma determinada quantidade.
- Escolha uma taxa de upload para que iniciam a dar seed.